# Arazi Masnali
Arazi Masnali é um vilarejo na Islamabad Capital Territory no Paquistão. Esta localizada nas coordenadas 33° 22' 10N 73° 17' 50E com altitute de 497 metros.

## Referencias
1. ↑  Localização de Arazi Masnali - Falling Rain Genomics